# Ottaviano Arcimboldi
Ottaviano Arcimboldi (Milano, 1465 circa – Roma, ottobre 1497) è stato un arcivescovo cattolico italiano.

## Biografia
Ottaviano Arcimboldi era nipote di Guidantonio Arcimboldi e figlio, secondo a quanto riferisce il Litta, di Luigi, figlio a sua volta del cardinale Giovanni Arcimboldi, fratello di Guidantonio. Uomo assai dotto, versatile nella filosofia e nello studio della lingua ebraica, Ottaviano seguì la carriera ecclesiastica grazie anche alla posizione dello zio, grazie a cui poté diventare protonotario apostolico all'età di ventiquattro anni. Mons. Eugenio Cazzani riferisce che, alla morte di Guidantonio (ottobre 1497), venne nominato arcivescovo all'età di 32 anni. Si suppone, di conseguenza, che fosse nato verso il 1465. Ottaviano non poté, però, essere consacrato come tale: morì a Roma pochi giorni dopo la morte dello zio, prima che potesse infatti prendere ufficialmente possesso dell'arcidiocesi, dato per cui alcuni storici non lo contemplano nella cronotassi episcopale.

## Stemma
| Immagine | Blasonatura |
| -------- | --- |
| \| \|    | Ottaviano Arcimboldi Arcivescovo eletto di Milano D'oro alla banda di rosso, caricata di tre stelle (6) del campo (Arcimboldi). Ornamenti esteriori da arcivescovo metropolita. |
|          | |

## Albero genealogico
|                      |   |                   | Genitori         |  |  | Nonni |  |  | Bisnonni           |  |  | Trisnonni           |  |
|                      |   |                   |                  |  |  |       |  |  | Niccolò Arcimboldi |  |  | Giovanni Arcimboldi |  |
|                      |   |                   |                  |  |  |       |  |  | Niccolò Arcimboldi |  |  | Giovanni Arcimboldi |  |
|                      |   | …                 |                  |  |  |       |  |  | Niccolò Arcimboldi |  |  |                     |  |
| Giovanni Arcimboldi  |   |                   |                  |  |  |       |  |  | Niccolò Arcimboldi |  |  |                     |  |
|                      |   | Orsina di Canossa | Guido di Canossa |  |  |       |  |  |                    |  |  |                     |  |
|                      |   | Orsina di Canossa | Guido di Canossa |  |  |       |  |  |                    |  |  |                     |  |
|                      |   | Orsina di Canossa | …                |  |  |       |  |  |                    |  |  |                     |  |
| Luigi Arcimboldi     |   | Orsina di Canossa |                  |  |  |       |  |  |                    |  |  |                     |  |
|                      |   | …                 | …                |  |  |       |  |  |                    |  |  |                     |  |
|                      |   | …                 | …                |  |  |       |  |  |                    |  |  |                     |  |
|                      |   | …                 | …                |  |  |       |  |  |                    |  |  |                     |  |
| …                    |   | …                 |                  |  |  |       |  |  |                    |  |  |                     |  |
|                      |   | …                 | …                |  |  |       |  |  |                    |  |  |                     |  |
|                      |   | …                 | …                |  |  |       |  |  |                    |  |  |                     |  |
|                      |   | …                 | …                |  |  |       |  |  |                    |  |  |                     |  |
| Ottaviano Arcimboldi |   | …                 |                  |  |  |       |  |  |                    |  |  |                     |  |
|                      | … | …                 |                  |  |  |       |  |  |                    |  |  |                     |  |
|                      | … | …                 |                  |  |  |       |  |  |                    |  |  |                     |  |
|                      | … | …                 |                  |  |  |       |  |  |                    |  |  |                     |  |
| …                    | … |                   |                  |  |  |       |  |  |                    |  |  |                     |  |
|                      |   | …                 | …                |  |  |       |  |  |                    |  |  |                     |  |
|                      |   | …                 | …                |  |  |       |  |  |                    |  |  |                     |  |
|                      |   | …                 | …                |  |  |       |  |  |                    |  |  |                     |  |
| …                    |   | …                 |                  |  |  |       |  |  |                    |  |  |                     |  |
|                      |   | …                 | …                |  |  |       |  |  |                    |  |  |                     |  |
|                      |   | …                 | …                |  |  |       |  |  |                    |  |  |                     |  |
|                      |   | …                 | …                |  |  |       |  |  |                    |  |  |                     |  |
| …                    |   | …                 |                  |  |  |       |  |  |                    |  |  |                     |  |
|                      |   | …                 | …                |  |  |       |  |  |                    |  |  |                     |  |
|                      |   | …                 | …                |  |  |       |  |  |                    |  |  |                     |  |
|                      |   | …                 | …                |  |  |       |  |  |                    |  |  |                     |  |
|                      |   | …                 |                  |  |  |       |  |  |                    |  |  |                     |  |